# Silaš
Silaš es una localidad de Croacia en el ejido del municipio de Šodolovci, condado de Osijek-Baranya.

## Geografía
Se encuentra a una altitud de 82 m s. n. m. a 296 km de la capital nacional, Zagreb.

## Demografía
En el censo 2011 el total de población de la localidad fue de 476 habitantes.
| Gráfica de población de Silaš 1857-2011                             |
|                                                                     |
| Según los censos de población de la oficina estadística de Croacia. |